# David Cicilline
David Nicola Cicilline (/sɪsɪˈliːni/; sinh ngày 15 tháng 7 năm 1961) là một chính khách người Mỹ, từng là Hạ nghị sĩ Hoa Kỳ cho Khu vực quốc hội số 1 của Rhode Island kể từ năm 2011. Ông là thành viên Đảng Dân chủ, trước đây từng là Thị trưởng Providence, Rhode Island, từ năm 2003 đến 2011, và là thị trưởng đồng tính công khai đầu tiên của thủ phủ bang Hoa Kỳ.

## Tuổi thơ, giáo dục và sự nghiệp luật
Cicilline sinh ngày 15 tháng 7 năm 1961 tại Providence, Rhode Island. Mẹ của ông, Sabra (nhũ danh Peskin), là người Do Thái, và cha ông, John Francis "Jack" Cicilline, là người Mỹ gốc Ý và Công giáo. Cha của ông là một luật sư nổi tiếng ở Providence, người bảo vệ các nhân vật Mafia địa phương trong những năm 1970 và 1980 và là phụ tá của Thị trưởng Joseph A. Doorley Jr.
Ông lớn lên ở Providence trước khi chuyển đến Narragansett. Ở trường trung học, ông là chủ tịch của lớp tốt nghiệp và tham gia chương trình giáo dục công dân Close Up Washington trước khi đến Đại học Brown, nơi ông thành lập một chi nhánh của Đại học Dân chủ với bạn cùng lớp, John F. Kennedy Jr. Ông lấy bằng khoa học chính trị, tốt nghiệp magna cum laude năm 1983. Sau đó, ông đến Trung tâm Luật Đại học Georgetown, nơi ông lấy bằng J.D.
Ông ở lại Washington, D.C., một thời gian để làm luật sư tại Dịch vụ Bảo vệ Công cộng cho Quận Columbia.
Ông đã ứng cử vào Thượng viện Rhode Island vào năm 1992 để chống lại thượng nghị sĩ đương nhiệm Rhoda Perry nhưng đã mất chức Dân chủ. Hai năm sau, ông được bầu vào Hạ viện Rhode Island, đại diện cho quận 4 ở phía Đông của Providence.